# Пале-Прача
Пале-Прача (хорв. і босн. Opština Pale-Prača, серб. Општина Пале-Прача) — боснійська громада, розташована в Боснійсько-Подринському кантоні Федерації Боснії і Герцеговини. Адміністративним центром є місто Прача.
| Боснія і Герцеговина | Це незавершена стаття з географії Боснії і Герцеговини. Ви можете допомогти проєкту, виправивши або дописавши її. |